# Comando das Forças da Frota dos Estados Unidos
O Comando das Forças da Frota dos Estados Unidos (USFFC) é um comando componente da Marinha dos Estados Unidos que fornece forças navais a uma ampla variedade de forças americanas. Os recursos navais podem ser alocados a Comandantes de Combate, como o Comando Norte dos Estados Unidos (USNORTHCOM), sob a autoridade do Secretário de Defesa. Originalmente formado como Frota Atlântica dos Estados Unidos (USLANTFLT) em 1906, tem sido parte integral da defesa dos Estados Unidos da América desde o início do século XX. Em 2002, a Frota era composta por mais de 118.000 membros da Marinha e do Corpo de Fuzileiros Navais servindo em 186 navios e 1.300 aeronaves, com uma área de responsabilidade que abrangia a maior parte do Oceano Atlântico, do Polo Norte ao Polo Sul, o Mar do Caribe, o Golfo do México e as águas do Oceano Pacífico ao longo das costas da América Central e do Sul (até as Ilhas Galápagos, a oeste).
Em 2006, a Frota Atlântica dos EUA foi renomeada para Comando das Forças Navais dos Estados Unidos.
O comando está sediado na Atividade de Apoio Naval Hampton Roads, em Norfolk, Virgínia e é o componente de serviço da Marinha para o Comando Norte dos Estados Unidos e é o Comando do Componente Marítimo Funcional Conjunto sob o Comando Estratégico dos EUA.
A missão do comando é organizar, equipar, treinar e equipar as forças navais para serem designadas aos comandantes do Comando Unificado de Combate; dissuadir, detectar e defender contra ameaças marítimas à pátria; e articular os requisitos de combate e prontidão da Frota ao Chefe de Operações Navais.

## História

### Expansão e contração

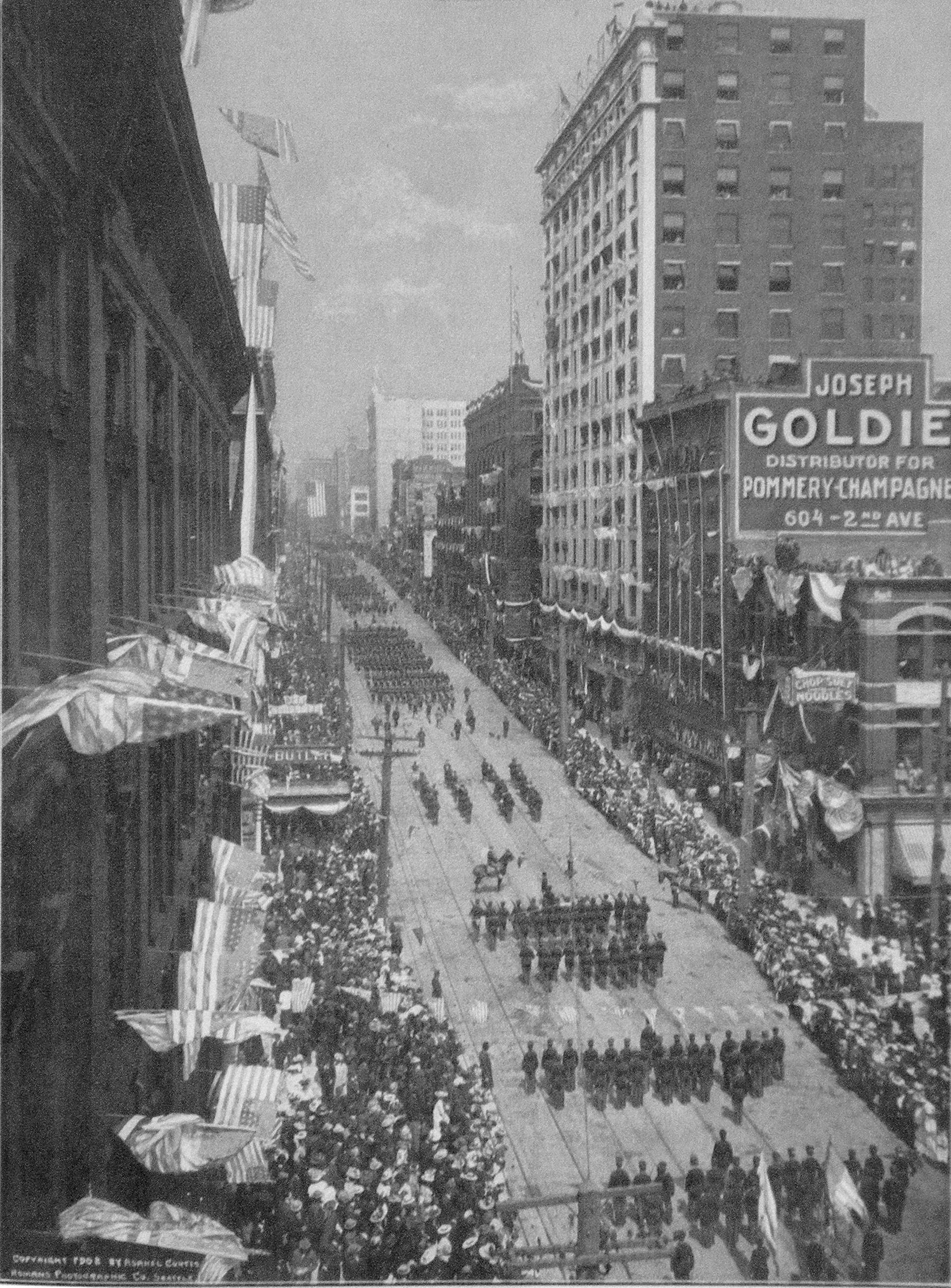
Desfile da Esquadra Atlântica em Seattle, 1908

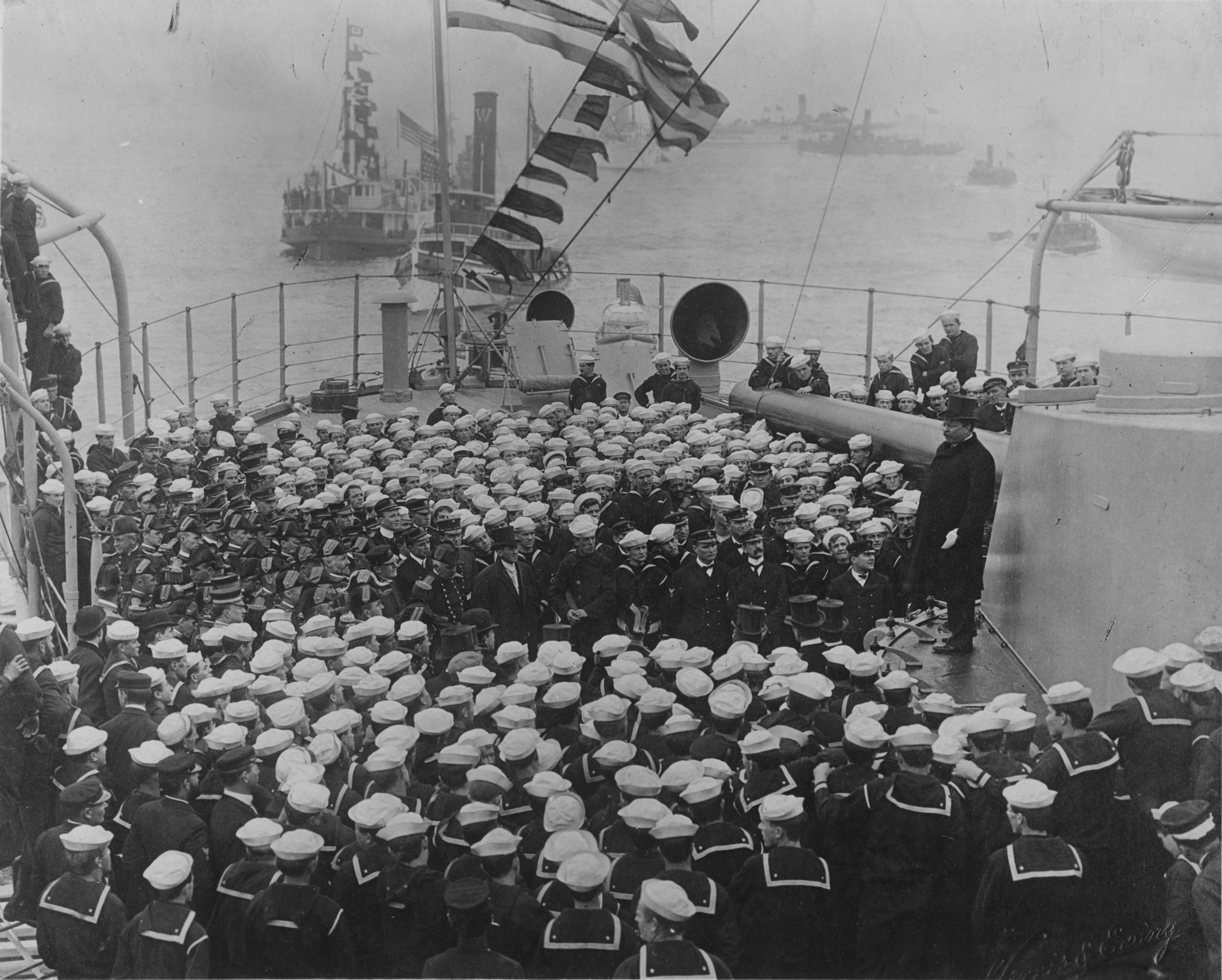
O presidente Theodore Roosevelt discursa para os tripulantes do Connecticut, após o retorno da frota de sua viagem ao redor do mundo, em 22 de fevereiro de 1909.

A Frota Atlântica foi criada pelo presidente Theodore Roosevelt em 1906, ao mesmo tempo que a Frota do Pacífico, para proteger as novas bases no Caribe adquiridas como resultado da Guerra Hispano-Americana. A frota era uma combinação da Frota do Atlântico Norte e da Esquadra do Atlântico Sul.
O primeiro comandante da frota foi o contra-almirante Robley D. Evans, que hasteou sua bandeira no navio de guerra USS Maine (BB-10) em 1º de janeiro de 1906. No ano seguinte, ele levou seus 16 navios de guerra, agora apelidados de Grande Frota Branca, em uma viagem ao redor do mundo que durou até 1909, uma turnê de boa vontade que também serviu para divulgar a força naval dos Estados Unidos e seu alcance a todas as outras nações do globo.
Em janeiro de 1913, a frota era composta por seis divisões de primeira linha, uma flotilha de torpedeiros, submarinos e navios auxiliares. A frota estava sob o comando do contra-almirante Hugo Osterhaus.
- A Primeira Divisão, sob o comando do contra-almirante Bradley A. Fiske, era composta pelo USS Florida (BB-30) (navio almirante), USS Delaware (BB-28) e USS North Dakota (BB-29).
- A Segunda Divisão, sob o comando do contra-almirante Nathaniel R. Usher, com sua bandeira a bordo do USS Vermont (BB-20), era composta pelo USS Louisiana (BB-19), USS Michigan (BB-27), USS New Hampshire (BB-25) e USS South Carolina (BB-26).
- A Terceira Divisão, sob o comando do contra-almirante Cameron McR. Winslow, era composta pelo USS Virginia (BB-13) (navio almirante), USS Georgia (BB-15), USS New Jersey (BB-16), USS Rhode Island (BB-17) e USS Nebraska (BB-14).
- A Quarta Divisão, sob o comando do contra-almirante Frank F. Fletcher, era composta pelo USS Minnesota (BB-22), USS Connecticut (BB-18), USS Ohio (BB-12), USS Idaho (BB-24) e USS Kansas (BB-21). (Ver Ocupação estadunidense em Veracruz).
- A Quinta e a Sexta Divisões eram compostas por cruzadores protegidos, USS St. Louis (C-20), USS Tennessee (ACR-10), USS Washington (ACR-11) e USS Cleveland (C-19), USS Denver (CL-16), USS Des Moines (CL-17) e USS Tacoma (CL-20).

A Força de Cruzadores e Transporte, sob o comando do contra-almirante Albert Gleaves, serviu nas águas do Oceâno Atlântico durante a Primeira Guerra, transportando as Forças Expedicionárias Americanas para a Europa. A Nona Divisão de Navios de Guerra dos Estados Unidos juntou-se à Grande Frota no Reino Unido.
A Frota Atlântica foi reorganizada em 1923, passando a ser denominada Força de Reconhecimento, subordinada à Frota dos Estados Unidos, juntamente com a Frota do Pacífico. Em janeiro de 1939, foi criada a Esquadra Atlântica da Frota dos Estados Unidos, com o comando do vice-almirante Alfred Wilkinson Johnson. O porta-aviões USS Ranger (CV-4) foi transferido para o Oceano Atlântico, para se juntar a três navios de guerra.
Em 1º de novembro de 1940, a Esquadra Atlântica foi renomeada para Força de Patrulha. A Força de Patrulha foi organizada em comandos por tipo: Navios de Guerra, Força de Patrulha; Cruzadores, Força de Patrulha; Contratorpedeiros, Força de Patrulha; e Comboio, Força de Patrulha (o braço logístico).

### Segunda Guerra Mundial
Em 1º de fevereiro de 1941, a Frota Atlântica foi ressuscitada e organizada a partir da Força de Patrulha. Juntamente com a Frota do Pacífico e a Frota Asiática, a frota ficaria sob o comando de um almirante, o que elevou o comandante da frota, Ernest J. King, de duas estrelas para quatro estrelas. O navio almirante de King era o USS Texas (BB-35).
Posteriormente, o quartel-general ficou instalado em uma combinação bastante peculiar de navios: o USS Augusta (CA-31), depois o antigo navio de madeira USS Constellation, o USS Vixen (PG-53) e, por fim, o USS Pocono (AGC-16). Em 1948, o quartel-general mudou-se para o antigo hospital naval em Norfolk, Virgínia, onde permanece até hoje.
Em julho de 1942, oito meses após os Estados Unidos entrarem na guerra, o comandante-chefe da Estação da Marinha Real Britânica na América e nas Índias Ocidentais, com sede na Admiralty House, nas Bermudas, teve seu título alterado para Oficial Naval Britânico Sênior do Atlântico Ocidental. O USS Augusta visitou as Bermudas em setembro de 1941.

#### Composição da Frota do Atlântico em dezembro de 1941

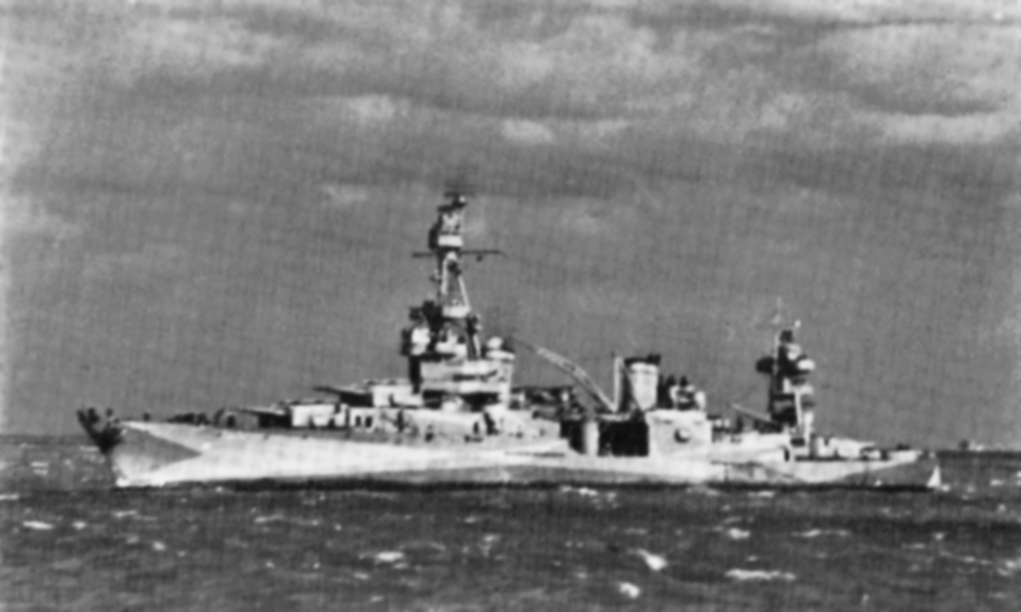
USS Augusta

Em 7 de dezembro de 1941, a frota era constituída de vários componentes distintos:
- Frota Atlântica dos Estados Unidos - Comandante: Almirante Ernest J. King (Navio almirante: USS Augusta)
  - Navios de guerra, Frota Atlântica (composta por três divisões de navios de guerra) - Comandante: Contra-almirante David M. LeBreton (Navio almirante: USS New York)
  - Aeronaves, Frota Atlântica (composta por uma Divisão de Porta-Aviões) - Comandante: Contra-Almirante Arthur B. Cook (Navio almirante: USS Yorktown)
  - Cruzadores, Frota Atlântica (composta por quatro divisões de cruzadores) - Comandante: Contra-almirante H. Kent Hewitt (Navio almirante: USS Philadelphia)
  - Contratorpedeiros, Frota Atlântica (composta por três esquadras de contratorpedeiros) - Comandante: Contra-almirante Ferdinand L. Reichmuth (navio almirante: USS Denebola)
  - Asas de patrulha, Frota Atlântica (composta por cinco asas de patrulha) - Comandante: Contra-almirante Ernest McWhorter (navio almirante: USS Clemson)
  - Submarinos, Frota Atlântica (composta por quatro esquadrões de submarinos) - Comandante: Contra-almirante Richard S. Edwards (navio almirante: USS Vixen)

§ = Navio almirante da divisão

##### Encouraçados, Frota do Atlântico

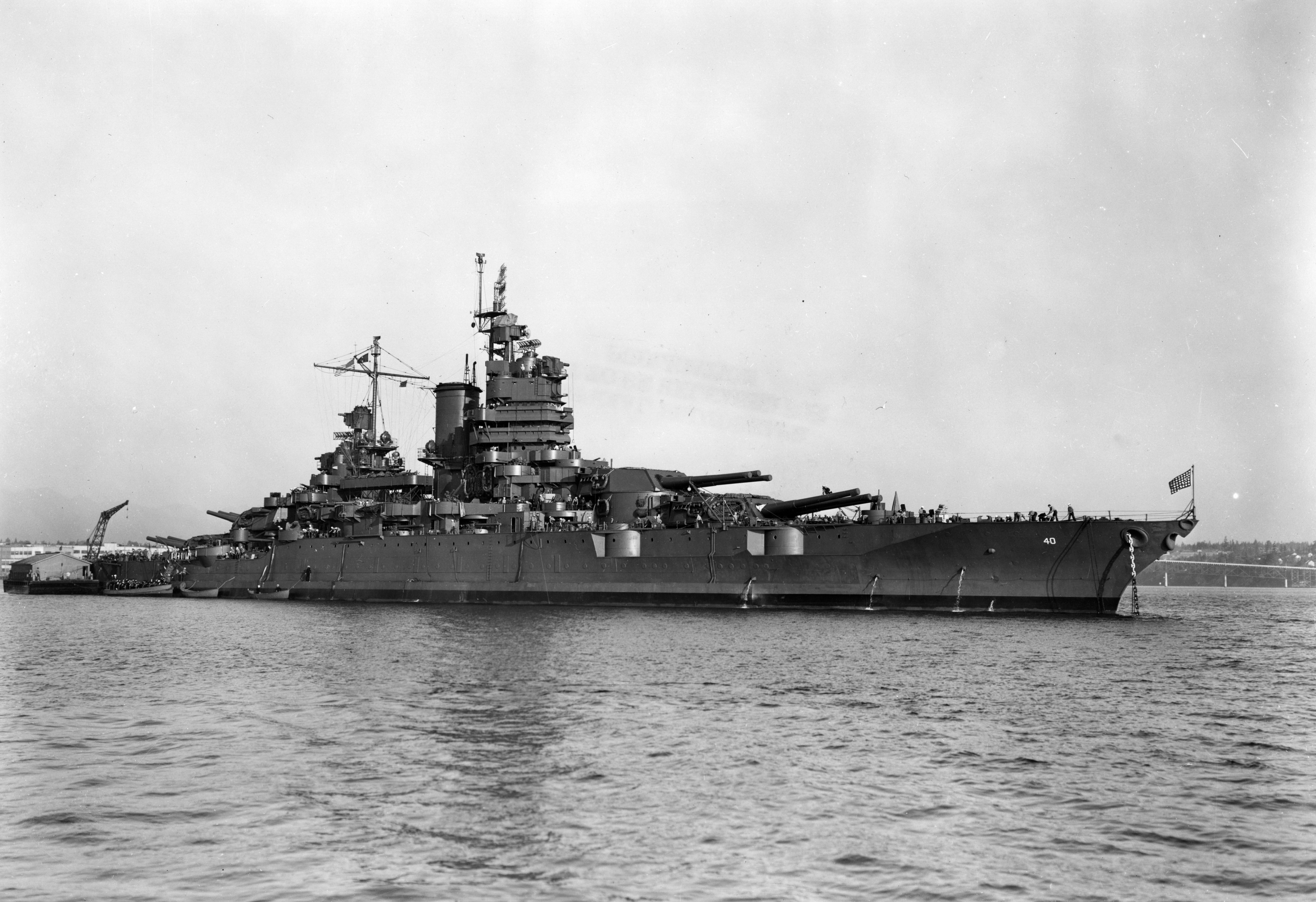
USS New Mexico

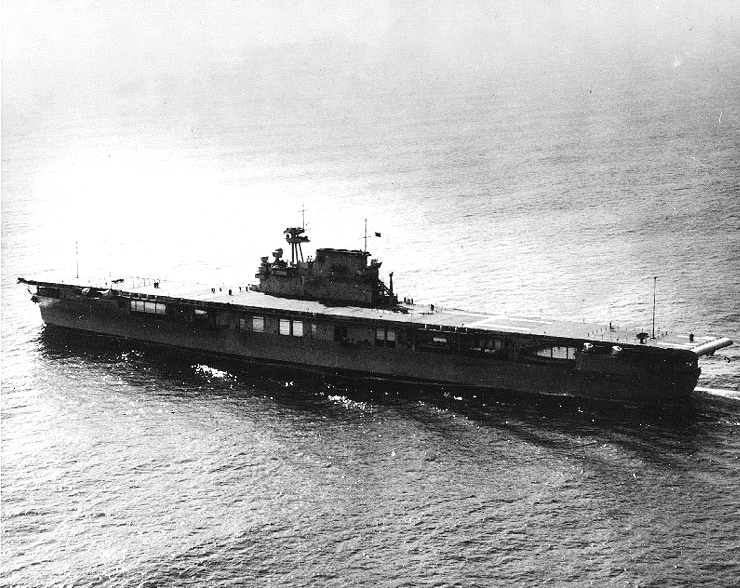
USS Yorktown

Os navios de guerra da Frota Atlântica eram compostos por três divisões de navios de guerra:
- Battleship Division 3 (Rear Admiral William R. Munroe)
  - USS New Mexico
  - USS Mississippi
  - USS Idaho §
- Battleship Division 5 (Rear Admiral David M. LeBreton)
  - USS New York §
  - USS Texas
  - USS Arkansas
- Battleship Division 6 (Rear Admiral John W. Wilcox Jr.)
  - USS North Carolina
  - USS Washington §

Destas, a Divisão 5 de Navios de Guerra era uma unidade de treinamento composta pelos navios de guerra mais antigos ainda em serviço, enquanto a Divisão 6 era responsável pelo treinamento dos dois navios de guerra mais recentes, o North Carolina e o Washington.

##### Aeronaves, Frota do Atlântico
- USS Yorktown
- Divisão de Porta-Aviões 3 (Contra-Almirante Arthur B. Cook)
  - USS Ranger
  - USS Wasp
- USS Hornet
- USS Long Island

Os porta-aviões Yorktown e Long Island estavam diretamente ligados à Frota Aérea do Atlântico, assim como o recém-comissionado Hornet, que estava em processo de preparação.

##### Cruzadores, Frota do Atlântico

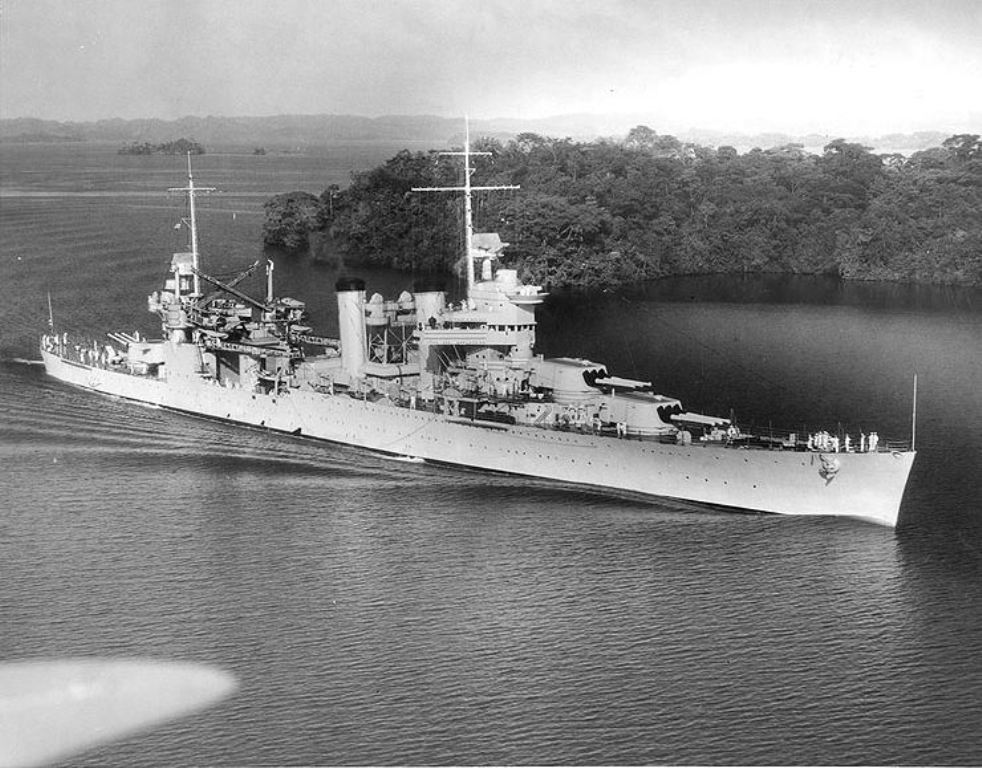
USS Vincennes

- Divisão de Cruzadores 2 (Contra-almirante Jonas H. Ingram)
  - USS Omaha
  - USS Milwaukee
  - USS Cincinnati
  - USS Memphis §
- Divisão de Cruzadores 7 (Contra-almirante Robert C. Giffen)
  - USS Tuscaloosa
  - USS Quincy
  - USS Vincennes
  - USS Wichita §
- Divisão de Cruzadores 8 (Contra-almirante H. Kent Hewitt)
  - USS Brooklyn
  - USS Philadelphia §
  - USS Savannah
  - USS Nashville

##### Contratorpedeiros, Frota do Atlântico
- Flotilha de Contratorpedeiros Três
  - Esquadrão de Contratorpedeiros 7
  - Esquadrão de Contratorpedeiros 9
  - Esquadrão de Contratorpedeiros 11
- Flotilha de Contratorpedeiros Quatro
  - Esquadrão de Contratorpedeiros 2
  - Esquadrão de Contratorpedeiros 8
- Flotilha de Contratorpedeiros Oito
  - Esquadrão de Contratorpedeiros 27
  - Esquadrão de Contratorpedeiros 30
  - Esquadrão de Contratorpedeiros 31

##### Asas de Patrulha, Frota do Atlântico
- Asa de Patrulha Três
  - VP-31
  - VP-32
- Asa de Patrulha Cinco
  - VP-51
  - VP-52
- Asa de Patrulha Sete
  - VP-71
  - VP-72
  - VP-73
  - VP-74
- Asa de Patrulha Oito
  - VP-81
  - VP-82

##### Submarinos, Frota do Atlântico
- Esquadrão Submarino Um
  - Divisão Submarina 11
  - Divisão Submarina 12
  - Divisão Experimental 1
- Esquadrão Submarino Três
  - Divisão Submarina 72
- Esquadrão Submarino Cinco
  - Divisão Submarina 51
  - Divisão Submarina 52
  - Divisão Submarina 53
- Esquadrão Submarino Sete
  - Divisão Submarina 31
  - Divisão Submarina 4
  - Divisão Submarina 71

##### Outros elementos da Frota do Atlântico
Durante a Segunda Guerra Mundial, a “Força Anfíbia de Transporte da Frota Atlântica” fazia parte deste comando (ComTransPhibLant). Unidades menores incluíam o Destacamento de Desenvolvimento Antissubmarino da Frota Atlântica (ASDEVLANT), localizado em Quonset Point, Rhode Island. O destacamento era responsável pelo estudo e desenvolvimento de equipamentos antissubmarinos durante a Segunda Guerra Mundial. O comandante do destacamento era conhecido como COMASDEVLANT.
O almirante King foi nomeado comandante-chefe da Frota dos Estados Unidos em 20 de dezembro de 1941. O contra-almirante Royal E. Ingersoll foi designado, com a patente de vice-almirante, para substituí-lo como comandante-chefe da Frota Atlântica. Ele assumiu o comando em 1º de janeiro de 1942 e foi promovido ao posto de almirante em 1º de julho de 1942. Para cumprir essa missão e outras tarefas, o CinCLant havia sido reorganizado, em 1º de março de 1941, em dez forças-tarefa (comandadas por oficiais generais) numeradas de um a dez e nomeadas de acordo com sua função pretendida. A Força-Tarefa Um era a Força de Escolta Oceânica, a TF2 era a Força de Ataque, a TF3 era a Força de Reconhecimento, a TF4 era a Força de Apoio, a TF5 era a Força Submarina, a TF6 era a Força Naval de Fronteira Costeira, a TF7 era a Força das Bermudas, a TF8 era a Força de Patrulha, a TF9 era a Força de Serviço e a Força-Tarefa 10 era a 1ª Divisão de Fuzileiros Navais (comandada por um brigadeiro-general).
Entre muitas missões importantes, destaca-se a captura do submarino alemão U-505 pelo capitão Daniel Gallery. A captura foi tão secreta (devido aos livros de códigos Enigma capturados) que a bandeira do navio foi mantida pelo comandante-chefe da Frota Atlântica e só foi entregue às autoridades da Marinha após o fim da guerra.

### Guerra Fria
Em 1º de janeiro de 1946, o Comandante das Forças de Remoção de Minas da Frota Atlântica (ComMinLant) foi ativado para comandar os caça-minas designados para a Frota Atlântica. As unidades sob comando das Forças de Minas, Atlântico foram divididas em Esquadrões de Remoção de Minas (MineRon).
Entre 1947 e 1985, o comando da frota era uma nomeação simultânea com o Comando Atlântico dos Estados Unidos. O Comandante-em-Chefe da Frota Atlântica (CINCLANTFLT) era tradicionalmente um almirante quatro estrelas da marinha que também ocupava os cargos de Comandante-em-Chefe do Comando Atlântico dos Estados Unidos (CINCLANT) e Comandante Supremo Aliado do Atlântico da OTAN (SACLANT). Mas após uma grande reorganização da estrutura das forças armadas dos EUA após a Lei Goldwater-Nichols de 1986, o CINCLANFLT foi separado dos outros dois cargos. O almirante que comandava a Frota Atlântica foi designado como Vice-Comandante-em-Chefe do Comando Atlântico até 1986.
As principais crises em que a Frota Atlântica esteve envolvida durante a Guerra Fria incluíram a Crise dos Mísseis de Cuba, em 1962, e a ocupação da República Dominicana pelos Estados Unidos, em 1965.
As forças de uso geral do Exército, da Marinha e da Força Aérea começaram a ser reorganizadas em resposta à Crise dos Mísseis de Cuba em 16 de outubro de 1962. A organização de comando, tal como finalmente desenvolvida, exigia que o Comandante-em-Chefe do Atlântico (CINCLANT), Almirante Robert Dennison, assumisse o comando unificado. Ele também manteve o controle de todos os componentes navais envolvidos em operações táticas, como Comandante-em-Chefe da Frota do Atlântico. A responsabilidade pelos componentes do Exército e da Força Aérea foi atribuída ao Comando do Exército Continental (CONARC) e ao Comando Aéreo Tático sob a designação de Forças do Exército, Atlântico (ARLANT), e Forças Aéreas, Atlântico (AFLANT). O comandante do XVIII Corpo Aerotransportado do Exército foi designado Comandante da Força-Tarefa Conjunta para planejar todo tipo de operações conjuntas que pudessem se tornar necessárias. A direção geral foi exercida pelo presidente e pelo secretário de Defesa por meio do Estado-Maior Conjunto, que nomeou o Chefe de Operações Navais como seu representante para a quarentena.
Os principais elementos do Corpo Estratégico do Exército foram designados para uso pela ARLANT e colocados em estado de alerta avançado. O apoio logístico para os mais de 100.000 homens envolvidos foi dirigido por um Comando da Base da Península recém-criado. Foram tomadas medidas preparatórias para possibilitar a convocação imediata de unidades de alta prioridade da Guarda Nacional do Exército e da Reserva do Exército. O Comando Aéreo Tático transferiu centenas de caças táticos, aeronaves de reconhecimento e transportadoras de tropas para o sudeste. Para dar espaço a todas essas unidades, os bombardeiros, tanques e outras aeronaves não necessárias para as operações atuais foram enviados para outras bases nos Estados Unidos.
A partir do final da década de 1960, os submarinos nucleares com mísseis balísticos da frota começaram a realizar milhares de patrulhas de dissuasão. A primeira patrulha na área de operações da Frota Atlântica foi realizada pelo USS George Washington (SSBN-598).
Em 1972, o Comandante da Força de Guerra Antissubmarina da Frota Atlântica (Força-Tarefa 81) tinha sua sede na Estação Aérea Naval de Quonset Point. Sob o comando da ASWFORLANTFLT estava a Força Caçadora-Assassina, Frota Atlântica (Força-Tarefa 83), com as Divisões de Porta-Aviões 14 e 16 (Wasp e Intrepid, respectivamente), bem como o Grupo ASW Quonset (TG 81.2) com a Ala Aérea da Frota 3 e unidades de superfície. Mais informações sobre as atividades da Força de Guerra Antissubmarina da Frota Atlântica durante a crise de Cuba podem ser encontradas nas coleções de documentos do Arquivo de Segurança Nacional.
O Comandante da Força Naval de Superfície do Atlântico foi criado em 1º de julho de 1975, incorporando vários comandos menores separados – navios/unidades de guerra de minas, navios de serviço e fragatas, contratorpedeiros e cruzadores, juntamente com esquadrões de contratorpedeiros e grupos de cruzadores/contratorpedeiros associados.
Durante uma reorganização anunciada em julho de 1995 dos navios de combate de superfície da Frota Atlântica em seis grupos de batalha principais, nove esquadrões de contratorpedeiros e um novo Grupo do Hemisfério Ocidental, o USS John Hancock (DD-981) foi transferido para o Esquadrão de Contratorpedeiros 24. A reorganização deveria ser implementada gradualmente durante o verão e entrar em vigor em 31 de agosto de 1995, com mudanças de porto de origem ocorrendo ao longo de 1998. Em setembro de 1995, as seguintes atribuições de navios estavam previstas no final do período de transição:
- Grupo do Hemisfério Ocidental (com base na Estação Naval de Pascagoula e na Estação Naval de Mayport): USS Ticonderoga (CG-47), USS Yorktown (CG-48), USS Thomas S. Gates (CG-51) (a ser transferido para Pascagoula no ano fiscal de 1998), USS Robert G. Bradley (FFG-49), Conolly, Scott, DDG-993, Moosebrugger, Dewert, McInerney, Boone, Doyle, Aubrey Fitch e Stark.
- Grupo de cruzadores-contratorpedeiros 2/Grupo de batalha Washington: CGN-37, CG-60
- Grupo de Porta-Aviões 2/Grupo de Trabalho Conjunto Stennis: USS San Jacinto (CG-56), USS Monterey (CG-61)
- Grupo de Porta-Aviões 6/Kennedy/Grupo de Trabalho Conjunto América: USS Vicksburg (CG-69), USS Hué City (CG-66) e USS Thomas S. Gates (CG-51) até que o Gates foi transferido para o Grupo do Hemisfério Ocidental.
- Grupo 8 de cruzadores-contratorpedeiros /Grupo de Trabalho Conjunto Eisenhower: USS Anzio (CG-68), USS Cape St. George (CG-71)
- Grupo de Cruzadores-Contratorpedeiros 12/Grupo de Trabalho Conjunto Enterprise: USS Philippine Sea (CG-58), USS Gettysburg (CG-64)

### Anos 2000
Em fevereiro de 2000, o Comando Sul das Forças Navais dos Estados Unidos foi estabelecido em Porto Rico, e o Grupo do Hemisfério Ocidental tornou-se o Grupo Naval de Superfície 2.
Após os ataques terroristas de 11 de setembro, a Frota Atlântica enviou porta-aviões e cruzadores para Nova Iorque, por iniciativa própria do comandante da frota.
Em 1º de outubro de 2001, o Chefe de Operações Navais designou o Comandante-em-Chefe da Frota Atlântica (CINCLANTFLT) como Comandante simultâneo do Comando das Forças da Frota (CFFC). Em outubro-novembro de 2002, o título de Comandante-em-Chefe da Frota Atlântica foi alterado para Comandante da Frota Atlântica dos EUA (COMLANTFLT).
Na Orientação do CNO para 2003, o almirante Vernon Clark estipulou que os termos Grupo de Batalha de Porta-Aviões e Grupo de Prontidão Anfíbia seriam substituídos por Grupos de Ataque de Porta-Aviões (CSG) e Grupos de Ataque Expedicionário (ESG), respectivamente, até março de 2003. Os Grupos de Cruzadores-Contratorpedeiros e Porta-Aviões (CARGRU) também foram redesignados como Grupos de Ataque de Porta-Aviões (CSG) e alinhados diretamente sob o comando dos comandantes da frota numerada. As duas equipes estavam anteriormente sob a autoridade administrativa de seus respectivos comandos aéreos e de superfície da Marinha dos Estados Unidos. Esse realinhamento permitiu que os principais líderes operacionais tivessem autoridade e acesso direto ao pessoal necessário para cumprir com mais eficácia a missão da Marinha.
Os comandantes da frota numerada são agora responsáveis pelo treinamento e certificação de todo o Grupo de Ataque. A estrutura organizacional para apoiar os grupos de ataque de porta-aviões concentra-se mais em colocar os comandantes do Grupo de Ataque sob a autoridade do oficial certificador, ou do comandante da frota numerada. Sob esta nova divisão de responsabilidades, o comandante do tipo aéreo ganha autoridade sobre a ala aérea, e o comandante do tipo de superfície ganha autoridade sobre o próprio porta-aviões e o resto dos navios do grupo de batalha.
Em 23 de maio de 2006, o Chefe de Operações Navais renomeou o COMLANTFLT para Comandante do Comando das Forças da Frota dos EUA (COMUSFLTFORCOM ou CUSFFC), com a missão de realizar as tarefas atualmente desempenhadas pelo COMFLTFORCOM (CFFC) e atuar como principal defensor do pessoal da frota, treinamento, requisitos, manutenção e questões operacionais, reportando-se administrativamente diretamente ao CNO como um comando de Escalão 2. O CUSFFC atuou anteriormente como componente naval do Comando Conjunto das Forças Armadas dos Estados Unidos (USJFCOM) até o desmantelamento do USJFCOM em agosto de 2011. A CFFC também é designada como comandante do componente de serviços de apoio ao Comandante do Comando Norte dos Estados Unidos (USNORTHCOM), bem como ao Comandante do Comando Estratégico dos Estados Unidos (USSTRATCOM).
A Enterprise entrou em ESRA em 2008, mas a reforma demorou mais do que o esperado. Assim, em 11 de setembro de 2009, foi anunciado que o cronograma de implantação do grupo de ataque da transportadora seria alterado para acomodar o atraso no retorno da Enterprise de sua atual reforma. Isso resultou na extensão da implantação do Grupo de Ataque da Transportadora Onze de 2009-2010 e da implantação do Grupo de Ataque da Transportadora Dez de 2010 para oito meses. O Enterprise retornou à Estação Naval de Norfolk em 19 de abril de 2010, após concluir seus testes marítimos pós-reforma, marcando o início de seu ciclo de treinamento pré-implantação.
Em 24 de julho de 2009, o almirante John C. Harvey Jr. sustituiu o almirante Jonathan W. Greenert como comandante.

### Década de 2010
Notícias divulgadas em julho de 2011 informaram que, em razão da dissolução da Segunda Frota dos Estados Unidos, o Comando das Forças da Frota assumiria as funções da Segunda Frota em 30 de setembro de 2011. Na prática, isso significou que a Força-Tarefa 20 (TF 20), sob o comando de um vice-comandante da frota, assumiu a missão. A Força-Tarefa 20 foi sucedida pela Força-Tarefa 80 a partir de 1º de outubro de 2012, com a FT-80 sob o comando do diretor do Quartel-General Marítimo, Comando das Forças da Frota.
A partir do ano fiscal de 2015, o Plano de Resposta Otimizada da Frota alinhará os grupos de ataque de porta-aviões a um ciclo de treinamento e implantação de 36 meses. Toda a manutenção, treinamento e avaliações necessários, além de uma única implantação no exterior de oito meses, estão programados ao longo desse ciclo de 36 meses, no intuito de reduzir custos e aumentar a prontidão geral da frota. Esse novo plano simplificou o processo de inspeção e avaliação, mantendo a capacidade de aumentar para implantações de emergência. O objetivo final é reduzir o tempo no mar e aumentar o tempo no porto de 49% para 68%. Embora inicialmente destinado a ser usado pelos grupos de ataque de porta-aviões da Marinha dos Estados Unidos, o Plano de Resposta Otimizada da Frota será adotado para todas as operações da frota.
Assim, o porta-aviões USS Harry S. Truman (CVN-75) será o primeiro porta-aviões a ser destacado sob este novo ciclo O-FRP, substituindo o Eisenhower, anteriormente programado para a formação de destacamento. Além disso, o pessoal de comando do Grupo de Ataque de Porta-Aviões Oito será destacado com o Truman, enquanto o Eisenhower servirá como novo navio almirante do Grupo de Ataque de Porta-Aviões Dez.
Em 2 de dezembro de 2020, o secretário Kenneth Braithwaite anunciou que o Comando das Forças da Frota dos EUA voltaria a se chamar Frota Atlântica dos Estados Unidos para se concentrar mais nas crescentes ameaças marítimas provenientes do Atlântico. A renomeação do comando foi suspensa, enquanto se aguarda uma revisão mais aprofundada da presença militar, dos recursos, da estratégia e das missões dos EUA, a partir da revisão da postura global das forças armadas.

## Estrutura em 2013
De acordo com as orientações do Plano de Navegação 2013-2017 do Chefe de Operações Navais, o Comando das Forças Navais dos EUA deveria basear-se nos três princípios da guerra, operações avançadas e prontidão. Para atingir esses objetivos, o Comando das Forças da Frota foi realinhado para uma estrutura de comando do Centro de Operações Marítimas (MOC) e do Quartel-General Marítimo (MHQ). Além disso, o Comandante do Comando das Forças da Frota dos EUA (COMUSFLTFORCOM) foi designado como Comandante da Componente Marítima das Forças Conjuntas Norte (JFMCC-N) do Comando Norte dos EUA. O Comando Conjunto das Forças Marítimas do Norte é composto por dois Elementos de Comando Marítimo (MCE), sendo o Elemento de Comando Marítimo-Leste (MCE-E) a Força-Tarefa 180 e o Elemento de Comando Marítimo-Oeste (MCE-W) fornecido por unidades designadas para a Frota do Pacífico dos EUA.
A partir de 17 de maio de 2013, o Comandante do Comando das Forças Navais dos Estados Unidos foi oficialmente designado como comandante da componente naval do Comando Norte dos Estados Unidos. Nessa nova função, o Comandante do Comando das Forças Navais dos Estados Unidos deve contribuir para a defesa da América do Norte por meio da coordenação, colaboração e comunicação com as forças aliadas, da coalizão e conjuntas dentro da área de responsabilidade do Comando Norte dos Estados Unidos. Nessa reorganização, o Comandante do Comando de Instalações Navais é responsável pela coordenação da área do Comando Norte das Forças Navais dos Estados Unidos. Além disso, o Comandante da Região Naval do Atlântico Médio é responsável pela coordenação regional do Comando Norte das Forças Navais dos EUA.

### Operações Marítimas
A diretoria de Operações Marítimas lidera todas as fases do ciclo do plano de treinamento de resposta da frota pré-implantação (FRTP) envolvendo as unidades navais designadas para o Comando das Forças da Frota. A diretoria faz a transição de todas as unidades navais da fase operacional para a fase tática antes de sua implantação no exterior.
O Diretor de Operações Marítimas (DMO) é um contra-almirante de duas estrelas na ativa da Marinha dos Estados Unidos, enquanto o Diretor Adjunto de Operações Marítimas é um contra-almirante de uma estrela da Reserva Naval dos Estados Unidos. Em 2013, o DMO era o Contra-Almirante Dan Cloyd. As Operações Marítimas estão organizadas nas seguintes direcções:
- N2/39 – Guerra de inteligência e informação
- N3/N5 – Operações conjuntas/da frota
  - N31 – Centro de Operações Marítimas (MOC)
- N041 – Gestão da força global
- N042 – Proteção da força
- N7 – Treinamento conjunto/da frota

### Quartel-General Marítimo
O Quartel-General Marítimo (MHQ) lidera todas as fases anteriores ao ciclo de treinamento pré-implantação, incluindo recursos, desenvolvimento de políticas, avaliação, aquisição e pré-introdução de unidades navais designadas para o Comando das Forças da Frota. O MHQ faz a transição de todas as unidades navais de sua fase estratégica para sua fase operacional antes do ciclo de treinamento pré-implantação e, nessa capacidade, dá suporte ao Centro de Operações Marítimas. O Diretor do Quartel-General Marítimo (DMHQ) é um contra-almirante de duas estrelas na ativa da Marinha dos Estados Unidos, enquanto o Vice-Diretor do Quartel-General Marítimo é um contra-almirante de uma estrela da Reserva Naval dos Estados Unidos. Em julho de 2013, o Diretor do Quartel-General Marítimo era o contra-almirante Bradley R. Gehrke. O Quartel-General Marítimo está organizado nas seguintes direções:
- N1 – Desenvolvimento e alocação de pessoal da frota (incluindo gerenciamento de arquitetura de informações e Forças de Segurança da Marinha)
- N41 – Frota de Artilharia e Suprimentos
- N43 – Manutenção de Frota
- N45/46 – Instalações e Meio Ambiente da Frota
- N6 – Sistemas de Comunicação e Informação da Frota
- N8/N9 – Capacidades, Requisitos, Conceitos e Experimentação da Frota (incluindo defesa antimísseis)
- N03FS – Segurança de Frota e Saúde Ocupacional
- N03G – Ministérios Religiosos da Frota
- N03H – Cirurgião da Marinha e Serviços de Saúde
- N03M – Marinha da Frota

### Comandos subordinados
Os comandos subordinados das Forças da Frota dos EUA incluem o seguinte:
- Comando Norte das Forças Navais dos EUA
  - Centro de Excelência de Operações Conjuntas Combinadas no Mar (CJOS COE)
  - Presidente, Conselho de Inspeção e Vistoria (INSURV)
  - Comando Militar de Transporte Marítimo (MSC)
  - Comando Naval de Meteorologia e Oceanografia (CNMOC) (COMNAVMETOCCOM)
  - Comando de Munições da Marinha (NMC)
  - Comando de Desenvolvimento de Guerra da Marinha (NWDC)

### Comandos de tipo
Todos os navios são categorizados por tipo. Porta-aviões, esquadrões de aeronaves e estações aéreas estão subordinados ao controle administrativo do Comandante da Força Aérea Naval apropriado. Os submarinos estão sob o controle do Comandante da Força de Submarinos. Todos os outros navios estão sob o controle do Comandante da Força Naval de Superfície. Os comandos de tipo do Comando das Forças da Frota incluem:
- Força Aérea Naval Frota Atlântica dos EUA (AIRLANT)
- Força Submarina da Frota Atlântica dos EUA (SUBLANT)
- Força Naval de Superfície do Atlântico (NAVSURFLANT)
- Comando de Combate Expedicionário da Marinha (NECC)
- Forças de Informação Naval (NAVIFOR)

### Forças-tarefa
As forças-tarefa de missão funcional executam funções logísticas da Frota em toda a força, além de fornecer recursos para operações conjuntas de contingência. Essas forças-tarefa de missão funcional incluem:
- Força-Tarefa 80 - Quartel-General Marítimo - Comandante, Comando das Forças da Frota dos EUA (MHQ - COMUSFF)
- Força-Tarefa 83 - Logística - Comando Militar de Transporte Marítimo do Atlântico (LOG - MSCLANT)
- Força-Tarefa 84 – Comandante de Guerra Antissubmarino de Teatro – Comandante da Força Submarina (TASC – CSL)
- Força-Tarefa 85 – Guerra de Minas – Centro de Desenvolvimento de Guerra de Superfície e Combate a Minas Naval – Divisão MIW (MIW – SMWDC MIW)
- Força-Tarefa 86 – Apoio de Defesa às Autoridades Civis – Comando Expedicionário de Combate da Marinha (DSCA – COMNECC)
- Força-Tarefa 87 – Reconhecimento – Comandante do Grupo de Patrulha e Reconhecimento (RECON – CPRG)
- Força-Tarefa 89 – Assistência Humanitária e Socorro em Desastres – Grupo de Ataque Expedicionário Dois (HADR – ESG 2)
- Força-Tarefa 883 – Comandante, Comando das Forças da Frota dos EUA
  - Grupo de Trabalho 883.1 – Hampton Roads
  - Grupo de Tarefa 883.2 – Quarta Frota dos Estados Unidos
  - Grupo de Trabalho 883.5 – Comando de Transporte Marítimo Militar do Atlântico (MSCLANT)
  - Grupo de Tarefa 883.6 – Grupo de Submarinos 10 (SUBGRU 10)
  - Grupo de Tarefa 883.7 – Grupo de Submarinos 2 (SUBGRU 2)
  - Grupo de Tarefa 883.8 – Aeronaves navais – Comandante da Força Aérea Naval da Frota do Atlântico dos EUA
  - Grupo de Tarefa 883.9 – Estação de Armas Navais Earle

#### Forças-tarefa de operações conjuntas
Quando constituídas como uma força-tarefa de serviço conjunto para operações de guerra conjunta, as forças-tarefa de missão funcional do U.S. Fleet Forces Command recebem a designação 18X, conforme mostrado abaixo.
- Força-Tarefa 180 – Quartel-General Marítimo – Comandante do Componente Marítimo das Forças Conjuntas Norte (MHQ – COMUSFF)
- Força-Tarefa 183 – Logística – Comando de Transporte Marítimo Militar do Atlântico (LOG – MSCLANT)
  - Grupo de Trabalho 183.1 – Hampton Roads
  - Grupo de Trabalho 183.2 – Quarta Frota dos Estados Unidos
  - Grupo de Trabalho 183.5 – Comando de Transporte Marítimo Militar do Atlântico (MSCLANT)
  - Grupo de Tarefa 183.6 – Grupo de Submarinos Dez (SUBGRU 10)
  - Grupo de Tarefa 183.7 – Grupo de Submarinos Dois (SUBGRU 2)
  - Grupo de Tarefa 183.8 – Aeronaves navais – Força Aérea Naval da Frota Atlântica dos EUA
  - Grupo de Tarefa 183.9 – Estação de Armas Navais Earle
- Força-Tarefa 184 – Comandante de Guerra Antissubmarina de Teatro – Comandante da Força Submarina (TASC – COMNAVSUBFOR)
- Força-Tarefa 185 – Guerra de Minas – Centro de Desenvolvimento de Guerra de Superfície e Combate a Minas Naval – Divisão MIW (MIW – SMWDC MIW)
- Força-Tarefa 186 – Apoio de Defesa às Autoridades Civis – Comando Expedicionário de Combate da Marinha (DSCA – COMNECC)
- Força Tarefa 187 – Reconhecimento – Comandante do Grupo de Patrulha e Reconhecimento (RECON – CPRG) [45]
- Força-Tarefa 189 – Assistência Humanitária e Socorro em Desastres – Grupo de Ataque Expedicionário Dois (HADR – ESG 2)